# Elezioni parlamentari nelle Isole Åland del 2011
Le elezioni parlamentari nelle Isole Åland del 2011 si tennero il 16 ottobre per il rinnovo del parlamento regionale delle Isole Aland.

## Il contesto
Il sistema elettorale delle isole Aland è il proporzionale. Il parlamento presenta 30 seggi, i quali sono tutti in corsa.

## Risultati
| Liste                | Liste                                             | Voti   | %     | Seggi |
| -------------------- | ------------------------------------------------- | ------ | ----- | ----- |
|                      | Centro delle Åland                                | 3.068  | 23,65 | 7     |
|                      | Liberali delle Åland                              | 2.630  | 20,27 | 7     |
|                      | Socialdemocratici delle Åland                     | 2.404  | 18,53 | 5     |
|                      | Moderati delle Åland                              | 1.810  | 13,95 | 5     |
|                      | Coalizione dei Non Allineati                      | 1.639  | 12,63 | 4     |
|                      | Futuro di Åland                                   | 1.286  | 9,91  | 2     |
|                      | Associazione degli Elettori per Henrik Appelqvist | 138    | 1,06  | -     |
| Totale               | Totale                                            | 12.975 |       | 30    |
| Schede bianche/nulle | Schede bianche/nulle                              | 383    | 2,87  | -     |